# Lulu von Thürheim
Pour les articles homonymes, voir Thürheim.
Ludovika Franziska Maria appelée Lulu, comtesse de Thürheim, née le 14 mars 1788 au château d'Oorbeek près de Tirlemont et morte le 22 mai 1864 à Döbling, est une peintre et écrivaine autrichienne.

## Biographie
Ludovika comtesse de Thürheim, appelée « Lulu » ou « Lou », naît le 14 mars 1788 au château d'Oorbeek près de Tirlemont,. Elle est la fille de Josef Wenzel Graf von Thürheim (1749-1808) et de Luise Berghe von Trips (1759-1812). Fuyant la Révolution française, elle arrive à Schwertberg avec sa famille en 1794, après avoir séjourné à Aix-la-Chapelle et à Münster. Depuis, elle séjourne alternativement au château de Schwertberg et à Vienne, où elle est présentée à la cour en 1802.
Elle commence à dessiner dès 1806 et prend des leçons en 1819 avec Sir Thomas Lawrence, qui séjourne alors à Vienne. Dans ses œuvres artistiques, qui sont publiées sous forme d'albums (Persönlichkeiten ihrer Bekanntenkreis, 1823-25), elle s'efforce de reproduire ses impressions avec réalisme et sans prétention.  Elle réalise de nombreux portraits pour des membres de l'aristocratie autrichienne.
À partir de 1813 elle est chanoinesse de l'école religieuse Maria Schul à Brno,. D'une éducation intellectuelle exceptionnellement élevée, elle cultive l'art et la science, se distingue comme peintre paysagiste et écrit dans ses jeunes années plusieurs petits romans et pamphlets en français à des fins charitables, dont Le rocher. En 1819, elle se rend à Kiev, à Saint-Pétersbourg et à Moscou, et revient à Vienne en 1820. Dans les années 1820, elle voyage en Italie, en France et en Angleterre. Pendant son séjour en Italie entre 1822et 1824, elle entre en contact avec Antonio Canova, Josef Rebell ainsi que Johann Nepomuk Ender et Thomas Ender. 
En 1832, elle épouse secrètement Charles Thirion, le secrétaire de son beau-frère, le prince Andrei Kirillowitsch Rasumowski, qui se suicide la même année.
Jusqu'à la dernière décennie de sa vie, elle entreprend presque chaque année de grands voyages en Suisse et en Italie, où son sens de l'art trouve toujours une nouvelle nourriture. Les dernières années de sa vie, elle vit à Schwertberg en Haute-Autriche ou à Döbling près de Vienne. Elle écrit ses mémoires en français. Lulu, après la mort de son mari, reste jusqu'en 1835 religieuse dans le couvent noble Maria-Schul de Brno puis retourne à Vienne. 
Elle meurt le 22 mai 1864 à Döbling.

## Testament et mémoires
Dans son testament, elle fait don d'un capital de 8400 florins à la condition expresse que sa nièce Thérèse Léopoldine Comtesse Thürheim, actuellement mariée au Baron Schwiter, en conserve la jouissance sa vie durant ; mais qu'une Mademoiselle Thürheim lui succède dans cette jouissance, et que si cette Mademoiselle n'est pas en vie, une Mademoiselle de l'ancienne gentry austro-bohémienne ou morave ait droit à la jouissance de cette Prébende. Son testament stipule que ses mémoires ne peuvent être publiés que 50 ans après sa mort. Philipp von Blittersdorf (1869-1944) sous le pseudonyme de René van Rhyn les publie en 1913-1914 en traduction allemande sous le titre Mein Leben. Erinnerungen aus Österreichs grosser Welt 1788-1852 en 4 volumes. Ces notes donnent une image instructive de l'histoire culturelle et intellectuelle, notamment de l'époque du Congrès de Vienne, où elle se lie d'amitié avec Alexandre Ypsilántis et Ioánnis Kapodístrias.
Philipp von Blittersdorf avait déjà publié des parties dans l' Österreichische Rundschau à partir de 1910 (numéro 1) sous le titre Die Gesellschaft zur Zeit des Wiener Kongresses. Nach den Aufzeichnungen der Gräfin Luise Thürheim (La société à l'époque du Congrès de Vienne. D'après les archives de la comtesse Luise Thürheim), il a publié ses mémoires sous forme de livre en 1914. Pour les deux premières parties, il disposait d'un manuscrit fini, les deux dernières parties ont été assemblées à partir de lettres et d'extraits de journaux intimes.